# Achim Hübner
Achim Hübner, eigentlich Joachim Hübner, (* 8. Oktober 1929 in Berlin; † 25. August 2014 ebenda) war ein deutscher Schauspieler, Regisseur und Autor.

## Leben
Nach einer Ausbildung am Deutschen Theater-Institut in Weimar war Hübner am Maxim-Gorki-Theater in Berlin und als Oberspielleiter am Stadttheater Zittau tätig.
Er war Bruder des Regisseurs Wolfgang Hübner.
Einige seiner veröffentlichten Bücher wurden von seinem Sohn, dem Künstler Reinhart Hevicke mit Illustrationen versehen.
Sein schriftlicher Nachlass befindet sich im Archiv der Akademie der Künste in Berlin.

## Filmografie (Auswahl)
- 1954: Stärker als die Nacht
- 1960: Immer am Weg dein Gesicht (Fernsehfilm)
- 1962: Geboren unter schwarzen Himmeln (Fernsehfilm, Regie)
- 1965: Die Insel (Fernsehfilm)
- 1965: Dr. Schlüter (Fernsehserie, Regie und Buch)
- 1967: Ein sonderbares Mädchen (Fernsehfilm)
- 1968–1970: Ich – Axel Cäsar Springer (Fernsehmehrteiler, Regie, 3 von 5 Teilen)
- 1975: Requiem für Hans Grundig (Fernsehfilm)
- 1979–1988: Der Staatsanwalt hat das Wort (Fernsehreihe, Regie, 4 Folgen)
- 1980: Solo für Martina (Fernsehfilm, Regie & Nebenrolle)
- 1987: Einzug ins Paradies (Fernsehserie, Regie)
- 1990: Alter schützt vor Liebe nicht (Fernsehfilm, Regie & Nebenrolle)
- 1991: Feuerwache 09 (Fernsehserie, Regie)
- 1996: Ein Mord für Quandt
- 1997: Alle meine Töchter
- 1999: Die Cleveren
- 2000–2001: Der Landarzt
- 2001: Jenny & Co.
- 2006: Der Butler und die Prinzessin
- 2012: Terra MaX, »Karl Marx und seine Ideen«
- 2013: Quatsch (Kinofilm)
- 2013: SOKO Leipzig, »Letzte Wahrheit«
- 2013: Der Pfarrer und das Mädchen
- 2014: Schuld, »Der Ausgleich«
- 2014: Quatsch und die Nasenbärbande

## Theater

### Regie
- 1951: Anatolij Surow: Das grüne Signal (Sibirjakow) – Regie mit Maxim Vallentin (Deutsches Theater-Institut Weimar)
- 1952: Miroslav Stehlik nach A. S. Makarenkow: Der Weg ins Leben – Regie mit Werner Schulz-Wittan (Maxim-Gorki-Theater Berlin)
- 1957: Friedrich Wolf: Die Matrosen von Cattaro (Maxim-Gorki-Theater Berlin)
- 1970: Klaus Wolf: Lagerfeuer – Regie mit Fritz Bornemann (Maxim-Gorki-Theater Berlin)

### Schauspieler
- 1950: Stefan Brodwin: Der Feigling – Regie: Willy Semmelrogge (Deutsches Theater-Institut Weimar)
- 1953: Iwan Popow: Die Familie (Sascha) – Regie: Werner Schulz-Wittan (Maxim-Gorki-Theater Berlin)
- 1954: William Shakespeare: Die Komödie der Irrungen (Dromio) – Regie: Hans-Robert Bortfeldt (Maxim-Gorki-Theater Berlin)
- 1954: Maxim Gorki: Dostigajew und andere – Regie: Maxim Vallentin (Maxim-Gorki-Theater Berlin)
- 1954: Johann Wolfgang von Goethe: Die Mitschuldigen (Alcest) – Regie: Hans-Robert Bortfeldt (Maxim-Gorki-Theater Berlin)
- 1955: Friedrich Schiller: Die Räuber (Roller) – Regie: Maxim Vallentin (Maxim-Gorki-Theater Berlin)
- 1956: Dimitrij Stscheglow: Geburtstag (Danil) – Regie: Wilhelm Gröhl (Maxim-Gorki-Theater Berlin)
- 1956: Johannes R. Becher: Der Weg nach Füssen – Regie: Maxim Vallentin (Maxim-Gorki-Theater Berlin)

## Hörspiele
- 1955: Lieselotte Gilles/Gerhard Düngel: Der Doktor der Armen – Regie: Willi Porath (Hörspiel – Rundfunk der DDR)

## Buchveröffentlichungen
Gesammelte Werke in 7 Bänden (2009–2011):
- Die siebzehn Geschichten des Hannes Huppert (Autobiographische Erzählungen) - Erstes bis Drittes Buch.
- Elvis und Andreas. Roman.
- Meister Namenlos. Historischer Roman.
- Des bunten Bogens Wechseldauer. Erzählungen, Anekdoten, Gedichte.
- 32 Gedichte aus 64 Jahren.

Einzelausgaben:
- 2011: Gaston. Futurologische Legende.
- 2011: Sämtliche Gedichte. (Ohne ISBN)